# Euchromia intermedia
Euchromia intermedia är en fjärilsart som beskrevs av Aurivillius 1925. Euchromia intermedia ingår i släktet Euchromia och familjen björnspinnare. Inga underarter finns listade i Catalogue of Life.